# Coupe des clubs champions européens de handball 1974-1975
Navigation
Coupe des clubs champions 1973-1974 Coupe des clubs champions 1975-1976
La saison 1974-1975 de la Coupe des clubs champions européens masculine de handball met aux prises 25 équipes européennes. Il s'agit de la 15e édition de la compétition organisée par l'IHF.
Le vainqueur est le club est-allemand de l'ASKV Francfort/Oder qui remporte son sacre européen aux dépens des Yougoslaves du RK Borac Banja Luka.

## Participants
| Deuxième tour | Deuxième tour | Deuxième tour | Deuxième tour | Deuxième tour | Deuxième tour | Deuxième tour | Deuxième tour | Deuxième tour | Deuxième tour | Deuxième tour | Deuxième tour | Deuxième tour | Deuxième tour | Deuxième tour | Deuxième tour | Deuxième tour | Deuxième tour | Deuxième tour | Deuxième tour | Deuxième tour | Deuxième tour | Deuxième tour | Deuxième tour | Deuxième tour | Deuxième tour | Deuxième tour | Deuxième tour | Deuxième tour | Deuxième tour |
| --- | --- | --- | --- | --- | --- | --- | --- | --- | --- | --- | --- | --- | --- | --- | --- | --- | --- | --- | --- | --- | --- | --- | --- | --- | --- | --- | --- | --- | --- |
| - VfL Gummersbach : Tenant du titre et Champion d'Allemagne - Paris UC : Champion de France 1974 - Budapest Spartacus SC : Champion de Hongrie - Refstad IL : Champion de Norvège | - VfL Gummersbach : Tenant du titre et Champion d'Allemagne - Paris UC : Champion de France 1974 - Budapest Spartacus SC : Champion de Hongrie - Refstad IL : Champion de Norvège | - VfL Gummersbach : Tenant du titre et Champion d'Allemagne - Paris UC : Champion de France 1974 - Budapest Spartacus SC : Champion de Hongrie - Refstad IL : Champion de Norvège | - VfL Gummersbach : Tenant du titre et Champion d'Allemagne - Paris UC : Champion de France 1974 - Budapest Spartacus SC : Champion de Hongrie - Refstad IL : Champion de Norvège | - VfL Gummersbach : Tenant du titre et Champion d'Allemagne - Paris UC : Champion de France 1974 - Budapest Spartacus SC : Champion de Hongrie - Refstad IL : Champion de Norvège | - VfL Gummersbach : Tenant du titre et Champion d'Allemagne - Paris UC : Champion de France 1974 - Budapest Spartacus SC : Champion de Hongrie - Refstad IL : Champion de Norvège | - VfL Gummersbach : Tenant du titre et Champion d'Allemagne - Paris UC : Champion de France 1974 - Budapest Spartacus SC : Champion de Hongrie - Refstad IL : Champion de Norvège | - VfL Gummersbach : Tenant du titre et Champion d'Allemagne - Paris UC : Champion de France 1974 - Budapest Spartacus SC : Champion de Hongrie - Refstad IL : Champion de Norvège | - VfL Gummersbach : Tenant du titre et Champion d'Allemagne - Paris UC : Champion de France 1974 - Budapest Spartacus SC : Champion de Hongrie - Refstad IL : Champion de Norvège | - VfL Gummersbach : Tenant du titre et Champion d'Allemagne - Paris UC : Champion de France 1974 - Budapest Spartacus SC : Champion de Hongrie - Refstad IL : Champion de Norvège | - VfL Gummersbach : Tenant du titre et Champion d'Allemagne - Paris UC : Champion de France 1974 - Budapest Spartacus SC : Champion de Hongrie - Refstad IL : Champion de Norvège | - VfL Gummersbach : Tenant du titre et Champion d'Allemagne - Paris UC : Champion de France 1974 - Budapest Spartacus SC : Champion de Hongrie - Refstad IL : Champion de Norvège | - VfL Gummersbach : Tenant du titre et Champion d'Allemagne - Paris UC : Champion de France 1974 - Budapest Spartacus SC : Champion de Hongrie - Refstad IL : Champion de Norvège | - VfL Gummersbach : Tenant du titre et Champion d'Allemagne - Paris UC : Champion de France 1974 - Budapest Spartacus SC : Champion de Hongrie - Refstad IL : Champion de Norvège | - VfL Gummersbach : Tenant du titre et Champion d'Allemagne - Paris UC : Champion de France 1974 - Budapest Spartacus SC : Champion de Hongrie - Refstad IL : Champion de Norvège | - TJ Škoda Plzeň : Champion de Tchécoslovaquie - MAI Moscou : Champion d'Union soviétique - RK Borac Banja Luka : Champion de Yougoslavie | - TJ Škoda Plzeň : Champion de Tchécoslovaquie - MAI Moscou : Champion d'Union soviétique - RK Borac Banja Luka : Champion de Yougoslavie | - TJ Škoda Plzeň : Champion de Tchécoslovaquie - MAI Moscou : Champion d'Union soviétique - RK Borac Banja Luka : Champion de Yougoslavie | - TJ Škoda Plzeň : Champion de Tchécoslovaquie - MAI Moscou : Champion d'Union soviétique - RK Borac Banja Luka : Champion de Yougoslavie | - TJ Škoda Plzeň : Champion de Tchécoslovaquie - MAI Moscou : Champion d'Union soviétique - RK Borac Banja Luka : Champion de Yougoslavie | - TJ Škoda Plzeň : Champion de Tchécoslovaquie - MAI Moscou : Champion d'Union soviétique - RK Borac Banja Luka : Champion de Yougoslavie | - TJ Škoda Plzeň : Champion de Tchécoslovaquie - MAI Moscou : Champion d'Union soviétique - RK Borac Banja Luka : Champion de Yougoslavie | - TJ Škoda Plzeň : Champion de Tchécoslovaquie - MAI Moscou : Champion d'Union soviétique - RK Borac Banja Luka : Champion de Yougoslavie | - TJ Škoda Plzeň : Champion de Tchécoslovaquie - MAI Moscou : Champion d'Union soviétique - RK Borac Banja Luka : Champion de Yougoslavie | - TJ Škoda Plzeň : Champion de Tchécoslovaquie - MAI Moscou : Champion d'Union soviétique - RK Borac Banja Luka : Champion de Yougoslavie | - TJ Škoda Plzeň : Champion de Tchécoslovaquie - MAI Moscou : Champion d'Union soviétique - RK Borac Banja Luka : Champion de Yougoslavie | - TJ Škoda Plzeň : Champion de Tchécoslovaquie - MAI Moscou : Champion d'Union soviétique - RK Borac Banja Luka : Champion de Yougoslavie | - TJ Škoda Plzeň : Champion de Tchécoslovaquie - MAI Moscou : Champion d'Union soviétique - RK Borac Banja Luka : Champion de Yougoslavie | - TJ Škoda Plzeň : Champion de Tchécoslovaquie - MAI Moscou : Champion d'Union soviétique - RK Borac Banja Luka : Champion de Yougoslavie | - TJ Škoda Plzeň : Champion de Tchécoslovaquie - MAI Moscou : Champion d'Union soviétique - RK Borac Banja Luka : Champion de Yougoslavie |
| Premier tour | | | | | | | | | | | | | | | | | | | | | | | | | | | | | |
| - ASKV Francfort/Oder : Champion d'Allemagne de l'Est - Brentwood'72 HC : Champion de Grande-Bretagne - HC Bärnbach : Champion d'Autriche - KV Sasja HC Hoboken : Champion de Belgique 1974 - Lokomotiv Sofia : Champion de Bulgarie - KFUM Aarhus : Champion du Danemark - BM Granollers : Champion d'Espagne - Kyndil Tórshavn : Champion des Îles Féroé - FH Hafnarfjörður : Champion d'Islande | - ASKV Francfort/Oder : Champion d'Allemagne de l'Est - Brentwood'72 HC : Champion de Grande-Bretagne - HC Bärnbach : Champion d'Autriche - KV Sasja HC Hoboken : Champion de Belgique 1974 - Lokomotiv Sofia : Champion de Bulgarie - KFUM Aarhus : Champion du Danemark - BM Granollers : Champion d'Espagne - Kyndil Tórshavn : Champion des Îles Féroé - FH Hafnarfjörður : Champion d'Islande | - ASKV Francfort/Oder : Champion d'Allemagne de l'Est - Brentwood'72 HC : Champion de Grande-Bretagne - HC Bärnbach : Champion d'Autriche - KV Sasja HC Hoboken : Champion de Belgique 1974 - Lokomotiv Sofia : Champion de Bulgarie - KFUM Aarhus : Champion du Danemark - BM Granollers : Champion d'Espagne - Kyndil Tórshavn : Champion des Îles Féroé - FH Hafnarfjörður : Champion d'Islande | - ASKV Francfort/Oder : Champion d'Allemagne de l'Est - Brentwood'72 HC : Champion de Grande-Bretagne - HC Bärnbach : Champion d'Autriche - KV Sasja HC Hoboken : Champion de Belgique 1974 - Lokomotiv Sofia : Champion de Bulgarie - KFUM Aarhus : Champion du Danemark - BM Granollers : Champion d'Espagne - Kyndil Tórshavn : Champion des Îles Féroé - FH Hafnarfjörður : Champion d'Islande | - ASKV Francfort/Oder : Champion d'Allemagne de l'Est - Brentwood'72 HC : Champion de Grande-Bretagne - HC Bärnbach : Champion d'Autriche - KV Sasja HC Hoboken : Champion de Belgique 1974 - Lokomotiv Sofia : Champion de Bulgarie - KFUM Aarhus : Champion du Danemark - BM Granollers : Champion d'Espagne - Kyndil Tórshavn : Champion des Îles Féroé - FH Hafnarfjörður : Champion d'Islande | - ASKV Francfort/Oder : Champion d'Allemagne de l'Est - Brentwood'72 HC : Champion de Grande-Bretagne - HC Bärnbach : Champion d'Autriche - KV Sasja HC Hoboken : Champion de Belgique 1974 - Lokomotiv Sofia : Champion de Bulgarie - KFUM Aarhus : Champion du Danemark - BM Granollers : Champion d'Espagne - Kyndil Tórshavn : Champion des Îles Féroé - FH Hafnarfjörður : Champion d'Islande | - ASKV Francfort/Oder : Champion d'Allemagne de l'Est - Brentwood'72 HC : Champion de Grande-Bretagne - HC Bärnbach : Champion d'Autriche - KV Sasja HC Hoboken : Champion de Belgique 1974 - Lokomotiv Sofia : Champion de Bulgarie - KFUM Aarhus : Champion du Danemark - BM Granollers : Champion d'Espagne - Kyndil Tórshavn : Champion des Îles Féroé - FH Hafnarfjörður : Champion d'Islande | - ASKV Francfort/Oder : Champion d'Allemagne de l'Est - Brentwood'72 HC : Champion de Grande-Bretagne - HC Bärnbach : Champion d'Autriche - KV Sasja HC Hoboken : Champion de Belgique 1974 - Lokomotiv Sofia : Champion de Bulgarie - KFUM Aarhus : Champion du Danemark - BM Granollers : Champion d'Espagne - Kyndil Tórshavn : Champion des Îles Féroé - FH Hafnarfjörður : Champion d'Islande | - ASKV Francfort/Oder : Champion d'Allemagne de l'Est - Brentwood'72 HC : Champion de Grande-Bretagne - HC Bärnbach : Champion d'Autriche - KV Sasja HC Hoboken : Champion de Belgique 1974 - Lokomotiv Sofia : Champion de Bulgarie - KFUM Aarhus : Champion du Danemark - BM Granollers : Champion d'Espagne - Kyndil Tórshavn : Champion des Îles Féroé - FH Hafnarfjörður : Champion d'Islande | - ASKV Francfort/Oder : Champion d'Allemagne de l'Est - Brentwood'72 HC : Champion de Grande-Bretagne - HC Bärnbach : Champion d'Autriche - KV Sasja HC Hoboken : Champion de Belgique 1974 - Lokomotiv Sofia : Champion de Bulgarie - KFUM Aarhus : Champion du Danemark - BM Granollers : Champion d'Espagne - Kyndil Tórshavn : Champion des Îles Féroé - FH Hafnarfjörður : Champion d'Islande | - ASKV Francfort/Oder : Champion d'Allemagne de l'Est - Brentwood'72 HC : Champion de Grande-Bretagne - HC Bärnbach : Champion d'Autriche - KV Sasja HC Hoboken : Champion de Belgique 1974 - Lokomotiv Sofia : Champion de Bulgarie - KFUM Aarhus : Champion du Danemark - BM Granollers : Champion d'Espagne - Kyndil Tórshavn : Champion des Îles Féroé - FH Hafnarfjörður : Champion d'Islande | - ASKV Francfort/Oder : Champion d'Allemagne de l'Est - Brentwood'72 HC : Champion de Grande-Bretagne - HC Bärnbach : Champion d'Autriche - KV Sasja HC Hoboken : Champion de Belgique 1974 - Lokomotiv Sofia : Champion de Bulgarie - KFUM Aarhus : Champion du Danemark - BM Granollers : Champion d'Espagne - Kyndil Tórshavn : Champion des Îles Féroé - FH Hafnarfjörður : Champion d'Islande | - ASKV Francfort/Oder : Champion d'Allemagne de l'Est - Brentwood'72 HC : Champion de Grande-Bretagne - HC Bärnbach : Champion d'Autriche - KV Sasja HC Hoboken : Champion de Belgique 1974 - Lokomotiv Sofia : Champion de Bulgarie - KFUM Aarhus : Champion du Danemark - BM Granollers : Champion d'Espagne - Kyndil Tórshavn : Champion des Îles Féroé - FH Hafnarfjörður : Champion d'Islande | - ASKV Francfort/Oder : Champion d'Allemagne de l'Est - Brentwood'72 HC : Champion de Grande-Bretagne - HC Bärnbach : Champion d'Autriche - KV Sasja HC Hoboken : Champion de Belgique 1974 - Lokomotiv Sofia : Champion de Bulgarie - KFUM Aarhus : Champion du Danemark - BM Granollers : Champion d'Espagne - Kyndil Tórshavn : Champion des Îles Féroé - FH Hafnarfjörður : Champion d'Islande | - ASKV Francfort/Oder : Champion d'Allemagne de l'Est - Brentwood'72 HC : Champion de Grande-Bretagne - HC Bärnbach : Champion d'Autriche - KV Sasja HC Hoboken : Champion de Belgique 1974 - Lokomotiv Sofia : Champion de Bulgarie - KFUM Aarhus : Champion du Danemark - BM Granollers : Champion d'Espagne - Kyndil Tórshavn : Champion des Îles Féroé - FH Hafnarfjörður : Champion d'Islande | - Hapoël Raanana : Champion d'Israël - HC Rovereto : Champion d'Italie - HB Eschois Fola : Champion du Luxembourg - HV Sittardia : Champion des Pays-Bas - WKS Śląsk Wrocław : Champion de Pologne - Os Belenenses : Champion du Portugal - Steaua Bucarest : Champion de Roumanie - SAAB Linköping : Champion de Suède - TSV St. Otmar Saint-Gall : Champion de Suisse | - Hapoël Raanana : Champion d'Israël - HC Rovereto : Champion d'Italie - HB Eschois Fola : Champion du Luxembourg - HV Sittardia : Champion des Pays-Bas - WKS Śląsk Wrocław : Champion de Pologne - Os Belenenses : Champion du Portugal - Steaua Bucarest : Champion de Roumanie - SAAB Linköping : Champion de Suède - TSV St. Otmar Saint-Gall : Champion de Suisse | - Hapoël Raanana : Champion d'Israël - HC Rovereto : Champion d'Italie - HB Eschois Fola : Champion du Luxembourg - HV Sittardia : Champion des Pays-Bas - WKS Śląsk Wrocław : Champion de Pologne - Os Belenenses : Champion du Portugal - Steaua Bucarest : Champion de Roumanie - SAAB Linköping : Champion de Suède - TSV St. Otmar Saint-Gall : Champion de Suisse | - Hapoël Raanana : Champion d'Israël - HC Rovereto : Champion d'Italie - HB Eschois Fola : Champion du Luxembourg - HV Sittardia : Champion des Pays-Bas - WKS Śląsk Wrocław : Champion de Pologne - Os Belenenses : Champion du Portugal - Steaua Bucarest : Champion de Roumanie - SAAB Linköping : Champion de Suède - TSV St. Otmar Saint-Gall : Champion de Suisse | - Hapoël Raanana : Champion d'Israël - HC Rovereto : Champion d'Italie - HB Eschois Fola : Champion du Luxembourg - HV Sittardia : Champion des Pays-Bas - WKS Śląsk Wrocław : Champion de Pologne - Os Belenenses : Champion du Portugal - Steaua Bucarest : Champion de Roumanie - SAAB Linköping : Champion de Suède - TSV St. Otmar Saint-Gall : Champion de Suisse | - Hapoël Raanana : Champion d'Israël - HC Rovereto : Champion d'Italie - HB Eschois Fola : Champion du Luxembourg - HV Sittardia : Champion des Pays-Bas - WKS Śląsk Wrocław : Champion de Pologne - Os Belenenses : Champion du Portugal - Steaua Bucarest : Champion de Roumanie - SAAB Linköping : Champion de Suède - TSV St. Otmar Saint-Gall : Champion de Suisse | - Hapoël Raanana : Champion d'Israël - HC Rovereto : Champion d'Italie - HB Eschois Fola : Champion du Luxembourg - HV Sittardia : Champion des Pays-Bas - WKS Śląsk Wrocław : Champion de Pologne - Os Belenenses : Champion du Portugal - Steaua Bucarest : Champion de Roumanie - SAAB Linköping : Champion de Suède - TSV St. Otmar Saint-Gall : Champion de Suisse | - Hapoël Raanana : Champion d'Israël - HC Rovereto : Champion d'Italie - HB Eschois Fola : Champion du Luxembourg - HV Sittardia : Champion des Pays-Bas - WKS Śląsk Wrocław : Champion de Pologne - Os Belenenses : Champion du Portugal - Steaua Bucarest : Champion de Roumanie - SAAB Linköping : Champion de Suède - TSV St. Otmar Saint-Gall : Champion de Suisse | - Hapoël Raanana : Champion d'Israël - HC Rovereto : Champion d'Italie - HB Eschois Fola : Champion du Luxembourg - HV Sittardia : Champion des Pays-Bas - WKS Śląsk Wrocław : Champion de Pologne - Os Belenenses : Champion du Portugal - Steaua Bucarest : Champion de Roumanie - SAAB Linköping : Champion de Suède - TSV St. Otmar Saint-Gall : Champion de Suisse | - Hapoël Raanana : Champion d'Israël - HC Rovereto : Champion d'Italie - HB Eschois Fola : Champion du Luxembourg - HV Sittardia : Champion des Pays-Bas - WKS Śląsk Wrocław : Champion de Pologne - Os Belenenses : Champion du Portugal - Steaua Bucarest : Champion de Roumanie - SAAB Linköping : Champion de Suède - TSV St. Otmar Saint-Gall : Champion de Suisse | - Hapoël Raanana : Champion d'Israël - HC Rovereto : Champion d'Italie - HB Eschois Fola : Champion du Luxembourg - HV Sittardia : Champion des Pays-Bas - WKS Śląsk Wrocław : Champion de Pologne - Os Belenenses : Champion du Portugal - Steaua Bucarest : Champion de Roumanie - SAAB Linköping : Champion de Suède - TSV St. Otmar Saint-Gall : Champion de Suisse | - Hapoël Raanana : Champion d'Israël - HC Rovereto : Champion d'Italie - HB Eschois Fola : Champion du Luxembourg - HV Sittardia : Champion des Pays-Bas - WKS Śląsk Wrocław : Champion de Pologne - Os Belenenses : Champion du Portugal - Steaua Bucarest : Champion de Roumanie - SAAB Linköping : Champion de Suède - TSV St. Otmar Saint-Gall : Champion de Suisse | - Hapoël Raanana : Champion d'Israël - HC Rovereto : Champion d'Italie - HB Eschois Fola : Champion du Luxembourg - HV Sittardia : Champion des Pays-Bas - WKS Śląsk Wrocław : Champion de Pologne - Os Belenenses : Champion du Portugal - Steaua Bucarest : Champion de Roumanie - SAAB Linköping : Champion de Suède - TSV St. Otmar Saint-Gall : Champion de Suisse | - Hapoël Raanana : Champion d'Israël - HC Rovereto : Champion d'Italie - HB Eschois Fola : Champion du Luxembourg - HV Sittardia : Champion des Pays-Bas - WKS Śląsk Wrocław : Champion de Pologne - Os Belenenses : Champion du Portugal - Steaua Bucarest : Champion de Roumanie - SAAB Linköping : Champion de Suède - TSV St. Otmar Saint-Gall : Champion de Suisse | - Hapoël Raanana : Champion d'Israël - HC Rovereto : Champion d'Italie - HB Eschois Fola : Champion du Luxembourg - HV Sittardia : Champion des Pays-Bas - WKS Śląsk Wrocław : Champion de Pologne - Os Belenenses : Champion du Portugal - Steaua Bucarest : Champion de Roumanie - SAAB Linköping : Champion de Suède - TSV St. Otmar Saint-Gall : Champion de Suisse |

* Les 7 équipes directement qualifiées pour le deuxième tour l'ont été du fait des résultats des pays correspondants la saison précédentes

## Tours préliminaires

### Premier tour
| Équipe            | Aller   | Total   | Retour  | Équipe                   |
| ----------------- | ------- | ------- | ------- | ------------------------ |
| WKS Śląsk Wrocław | 12 – 18 | 27 – 34 | 15 – 16 | ASKV Francfort/Oder      |
| HB Eschois Fola   | 11 – 16 | 22 – 28 | 11 – 12 | KV Sasja HC Hoboken      |
| SAAB Linköping    | 22 – 21 | 36 – 37 | 14 – 16 | FH Hafnarfjörður         |
| Os Belenenses     | 23– 16  | 41 – 42 | 18 – 26 | TSV St. Otmar Saint-Gall |
| HC Rovereto       | 13 – 15 | 28 – 40 | 15 – 25 | BM Granollers            |
| Steaua Bucarest   | 27 – 12 | 51 – 27 | 24 – 15 | Hapoël Raanana           |
| Brentwood'72 HC   | 10 – 38 | 18 – 81 | 08 – 43 | HV Sittardia             |
| KFUM Aarhus       | 34 – 13 | 61 – 30 | 27 – 17 | Kyndil Tórshavn          |
| Lokomotiv Sofia   | 28 – 17 | 46 – 39 | 18 – 22 | HC Bärnbach              |

### Deuxième tour
| Équipe                | Aller   | Total   | Retour  | Équipe                   |
| --------------------- | ------- | ------- | ------- | ------------------------ |
| KV Sasja HC Hoboken   | 19 – 25 | 28 – 61 | 09 – 36 | ASKV Francfort/Oder      |
| FH Hafnarfjörður      | 19 – 14 | 42 – 37 | 23 – 23 | TSV St. Otmar Saint-Gall |
| Paris UC              | 20 – 23 | 40 – 48 | 20 – 25 | VfL Gummersbach          |
| Budapest Spartacus SC | 28 – 17 | 51 – 39 | 23 – 22 | BM Granollers            |
| TJ Škoda Plzeň        | 21 – 16 | 41 – 32 | 20 – 16 | Refstad IL               |
| Steaua Bucarest       | 24 – 22 | 44 – 43 | 20 – 21 | MAI Moscou               |
| HV Sittardia          | 17 – 20 | 26 – 38 | 09 – 18 | KFUM Aarhus              |
| Lokomotiv Sofia       | 21 – 20 | 45 – 49 | 24 – 29 | RK Borac Banja Luka      |

## Phase finale
| \| Budapest Gummersbach Plzeň Banja Luka Hafnarfjörður Bucarest Francfort/Oder Aarhus \| Localisation des équipes en phase finale. |
| Budapest Gummersbach Plzeň Banja Luka Hafnarfjörður Bucarest Francfort/Oder Aarhus                                                 |

|  | Quarts de finale      | Quarts de finale      | Quarts de finale    | Quarts de finale    |                     |                     | Demi-finales | Demi-finales | Demi-finales | Demi-finales |  |  | Finale                   | Finale | Finale | Finale |
|  |                       |                       |                     |                     |                     |                     |              |              |              |              |  |  |                          |        |        |        |
|  |                       |                       |                     |                     |                     |                     |              |              |              |              |  |  | 13 avril 1975 – Dortmund |        |        |        |
|  |                       |                       |                     |                     |                     |                     |              |              |              |              |  |  |                          |        |        |        |
|  | Budapest Spartacus SC | Budapest Spartacus SC | 15                  | 13                  |                     |                     |              |              |              |              |  |  |                          |        |        |        |
|  | Budapest Spartacus SC | Budapest Spartacus SC | 15                  | 13                  |                     |                     |              |              |              |              |  |  |                          |        |        |        |
|  | VfL Gummersbach       | VfL Gummersbach       | 15                  | 19                  |                     |                     |              |              |              |              |  |  |                          |        |        |        |
|  | VfL Gummersbach       | VfL Gummersbach       | 15                  | 19                  | VfL Gummersbach     | VfL Gummersbach     | 18           | 18           |              |              |  |  |                          |        |        |        |
|  |                       |                       |                     |                     | VfL Gummersbach     | VfL Gummersbach     | 18           | 18           |              |              |  |  |                          |        |        |        |
|  |                       |                       | ASKV Francfort/Oder | ASKV Francfort/Oder | 22                  | 16                  |              |              |              |              |  |  |                          |        |        |        |
|  | FH Hafnarfjörður      | FH Hafnarfjörður      | ASKV Francfort/Oder | ASKV Francfort/Oder | 22                  | 16                  | 17           | 18           |              |              |  |  |                          |        |        |        |
|  | FH Hafnarfjörður      | FH Hafnarfjörður      |                     |                     |                     |                     |              | 18           |              |              |  |  |                          |        |        |        |
|  | ASKV Francfort/Oder   | ASKV Francfort/Oder   | 21                  | 30                  |                     |                     |              |              |              |              |  |  |                          |        |        |        |
|  | ASKV Francfort/Oder   | ASKV Francfort/Oder   | 21                  | 30                  | ASKV Francfort/Oder | ASKV Francfort/Oder | 19           | 19           |              |              |  |  |                          |        |        |        |
|  |                       |                       |                     |                     | ASKV Francfort/Oder | ASKV Francfort/Oder | 19           | 19           |              |              |  |  |                          |        |        |        |
|  |                       |                       | RK Borac Banja Luka | RK Borac Banja Luka | 17                  | 17                  |              |              |              |              |  |  |                          |        |        |        |
|  | Steaua Bucarest       | Steaua Bucarest       | RK Borac Banja Luka | RK Borac Banja Luka | 17                  | 17                  | 20           | 16           |              |              |  |  |                          |        |        |        |
|  | Steaua Bucarest       | Steaua Bucarest       |                     |                     |                     |                     |              |              |              |              |  |  |                          |        |        |        |
|  | TJ Škoda Plzeň        | TJ Škoda Plzeň        | 07                  | 16                  |                     |                     |              |              |              |              |  |  |                          |        |        |        |
|  | TJ Škoda Plzeň        | TJ Škoda Plzeň        | 07                  | 16                  | Steaua Bucarest     | Steaua Bucarest     | 17           | 13           |              |              |  |  |                          |        |        |        |
|  |                       |                       |                     |                     | Steaua Bucarest     | Steaua Bucarest     | 17           | 13           |              |              |  |  |                          |        |        |        |
|  |                       |                       | RK Borac Banja Luka | RK Borac Banja Luka | 19                  | 11                  |              |              |              |              |  |  |                          |        |        |        |
|  | KFUM Aarhus           | KFUM Aarhus           | RK Borac Banja Luka | RK Borac Banja Luka | 19                  | 11                  | 12           | 18           |              |              |  |  |                          |        |        |        |
|  | KFUM Aarhus           | KFUM Aarhus           |                     |                     |                     |                     |              | 18           |              |              |  |  |                          |        |        |        |
|  | RK Borac Banja Luka   | RK Borac Banja Luka   | 13                  | 21                  |                     |                     |              |              |              |              |  |  |                          |        |        |        |
|  | RK Borac Banja Luka   | RK Borac Banja Luka   | 13                  | 21                  |                     |                     |              |              |              |              |  |  |                          |        |        |        |
|  |                       |                       |                     |                     |                     |                     |              |              |              |              |  |  |                          |        |        |        |

### Quarts de finale
| Équipe                | Aller   | Total   | Retour  | Équipe              |
| --------------------- | ------- | ------- | ------- | ------------------- |
| Budapest Spartacus SC | 15 – 15 | 28 – 34 | 13 – 19 | VfL Gummersbach     |
| FH Hafnarfjörður      | 17 – 21 | 35 – 51 | 18 – 30 | ASKV Francfort/Oder |
| Steaua Bucarest       | 20 – 07 | 36 – 23 | 16 – 16 | TJ Škoda Plzeň      |
| KFUM Aarhus           | 12 – 13 | 30 – 34 | 18 – 21 | RK Borac Banja Luka |

### Demi-finales
Deux surprises de taille ont marqué les demi-finales de la Coupe d'Europe des clubs avec les éliminations du tenant, le VfL Gummersbach, et d'un favori de première grandeur, le Steaua Bucarest. Les mérites de ces exploits reviennent respectivement au club est-allemand ASKV Francfort/Oder (vainqueur 22-18 à l'aller à Dortmund et battu seulement 16-18 au retour) et au club yougoslave du RK Borac Banja Luka (vainqueur 19-17 à Bucarest et battu 13-11 au retour) :
| Équipe          | Aller   | Total     | Retour  | Équipe              |
| --------------- | ------- | --------- | ------- | ------------------- |
| VfL Gummersbach | 18 – 22 | 36 – 38   | 18 – 16 | ASKV Francfort/Oder |
| Steaua Bucarest | 17 – 19 | 30 – 30 E | 13 – 11 | RK Borac Banja Luka |

### Finale
C'est l'ASK Vorwärts de Francfort-sur-l'Oder (RDA) qui a inscrit son nom sur les tablettes de la Coupe d'Europe des clubs champions, succédant ainsi en toute logique au tenant du titre éliminé par ses soins en demi finale, le VfL Gummersbach. C'est par 19 à 17 (9-8 à la mi-temps) que les Allemands de l'Est ont battu les Yougoslaves du Borac Banja Luka. Ces derniers ont sérieusement résisté à leurs adversaires avant de fléchir au bout de trois quarts d'heure de jeu dans l'immense Westfalenhalle de Dortmund. L'absence du célèbre international Popović et l'échec de Karalić dans deux tentatives de penaltys ont sans doute contribué à l'échec de Banja Luka dans cette finale mais l'ASK Vorwärts n'a pas du tout démérité en remportant cette coupe d'Europe :
| dimanche 13 avril 1975 16h00 | ASKV Francfort/Oder | 19 – 17      | RK Borac Banja Luka | Westfalenhalle, Dortmund, Allemagne de l'Ouest Affluence : 4 000 Arbitrage : MM. Svensson et Christensen |
| dimanche 13 avril 1975 16h00 | Josef Rose (6)      | (9 – 8)      | Dobrivoje Selec (6) | Westfalenhalle, Dortmund, Allemagne de l'Ouest Affluence : 4 000 Arbitrage : MM. Svensson et Christensen |
| dimanche 13 avril 1975 16h00 | ×2                  | Rapport FFHB | ×2                  | Westfalenhalle, Dortmund, Allemagne de l'Ouest Affluence : 4 000 Arbitrage : MM. Svensson et Christensen |

- Pour Francfort : Josef Rose (6), Joachim Pietzsch  (4), Wilfried Weber (3 dont 1 penalty), Hans Engel (2), Dietrich Gläsmann (1), Dietmar Schmidt (1), Wolfgang Wolter (1), Hans-Georg Beyer ou Rolf Meier (1), Wilfried Friedrich (0) – Wolfgang Pötzsch (GB)
- Pour Banja Luka : Dobrivoje Selec (6), Milorad Karalić (5), Zdravko Rađenović  (4), Nedeljko Vujinović (1 penalty), Momir Golić (1), Boro Golić (0), Pero Janjić (0), Miro Bjelić (0), Slobodan Vukša (0), Rade Unčanin (0) – Abas Arslanagić (GB)

## Le champion d'Europe
| Champion d'Europe – Coupe des clubs champions 1974-1975 ASKV Francfort/Oder 1er titre |